# Cigaritis erythrea
Cigaritis erythrea är en fjärilsart som beskrevs av Otto Staudinger 1892. Cigaritis erythrea ingår i släktet Cigaritis och familjen juvelvingar. Inga underarter finns listade i Catalogue of Life.